# Nazza
Nazza ist eine Gemeinde im Norden des Wartburgkreises in Thüringen. Sie gehört zur Verwaltungsgemeinschaft Hainich-Werratal und ist eine Nationalparkgemeinde.

## Lage

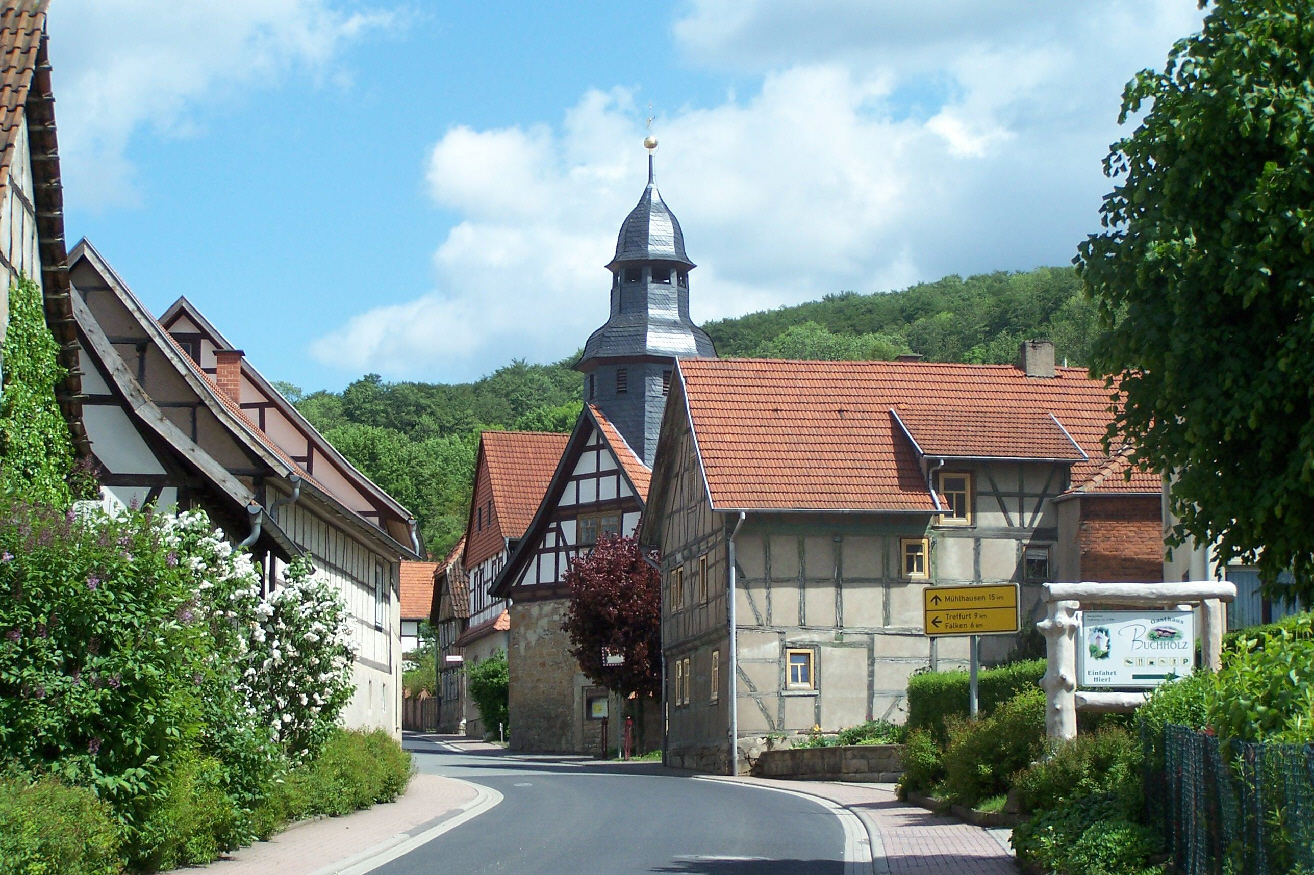
Im Ortszentrum (2009)

Nazza befindet sich am Westrand des Hainichs, geschützt im Tal des Lempertsbaches, eines rechten Zuflusses der Werra. Zum Ort gehört auch die Kleinsiedlung Wernershausen, die heute aus zwei historischen Gehöften besteht.
Nachbargemeinden im Wartburgkreis sind die Städte Treffurt im Westen und Amt Creuzburg im Süden. Im Norden und Osten grenzt Nazza an den Unstrut-Hainich-Kreis.

## Geschichte

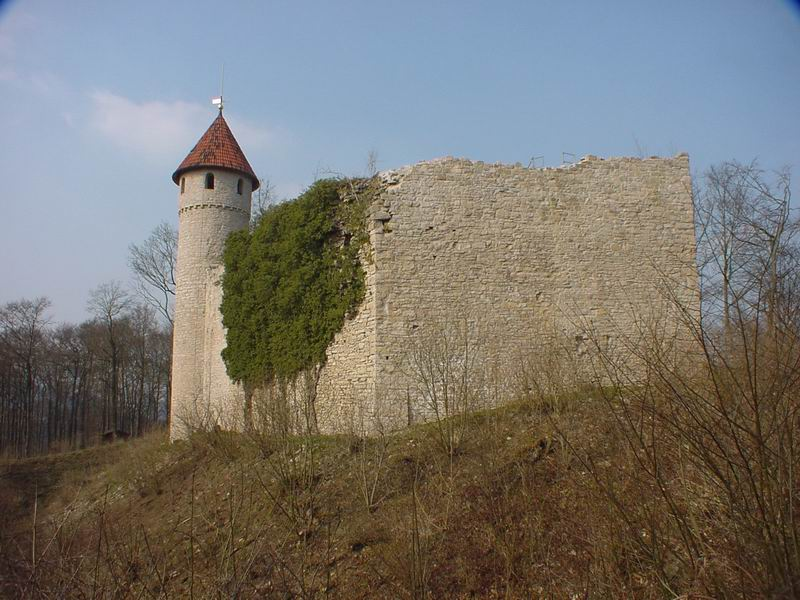
Burgruine Haineck

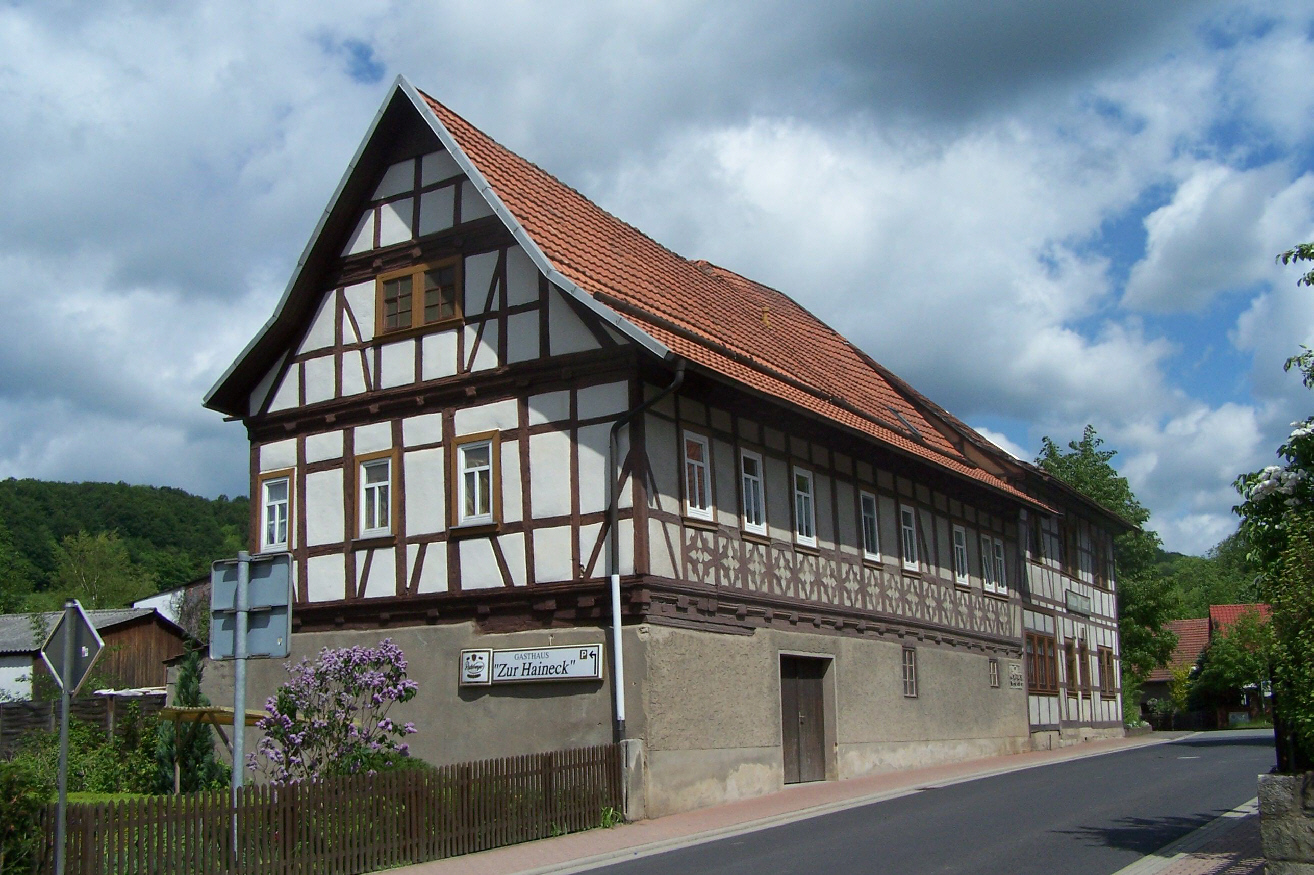
Das sogenannte Schloss

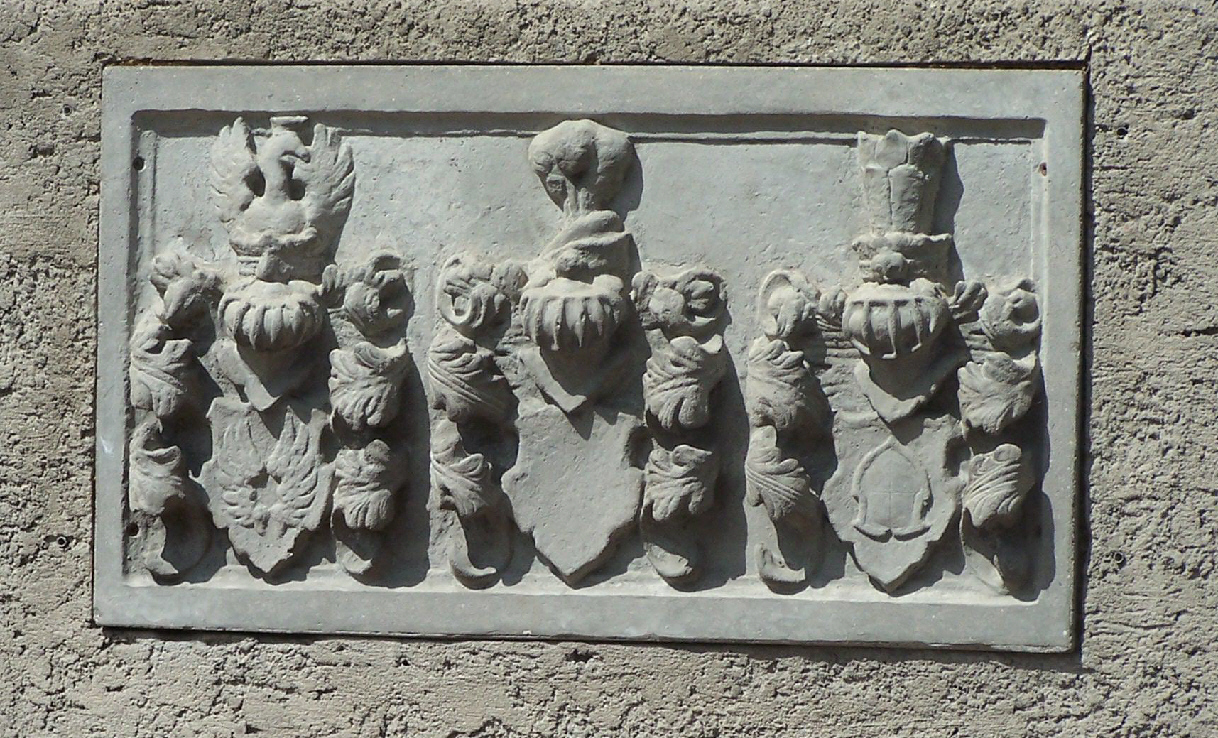
Der Wappenstein am Schloss

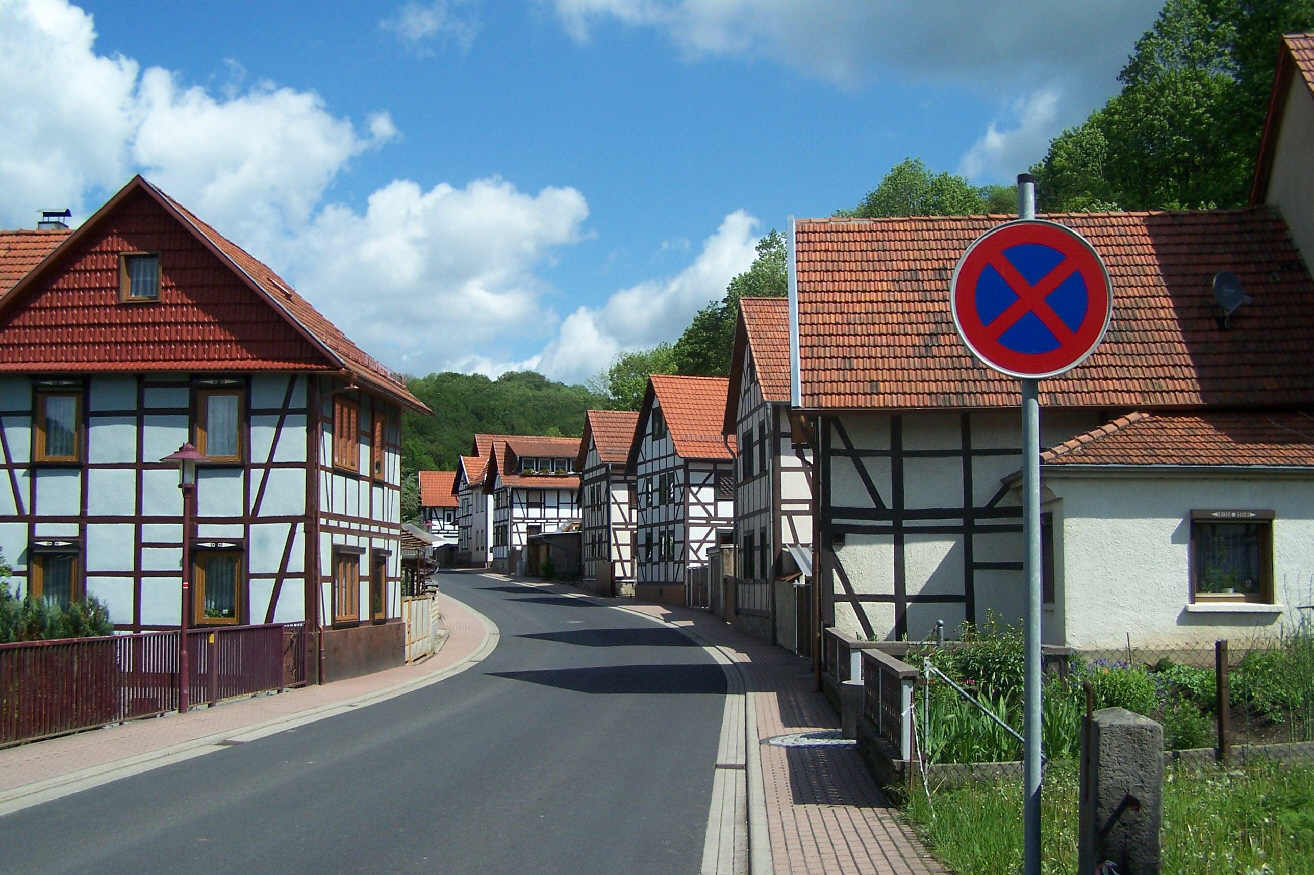
In der Ortslage (2009)

Die erste urkundliche Erwähnung datiert vom 30. Dezember (zwischen 1015 und 1018). In dieser Urkunde wurde ein Ort namens „Nazaha“ von Kaiser Heinrich dem Kloster zu Fulda der Wildbann in dem thüringischen Gau und der Mark Lupenzo (um Großenlupnitz) zueignet. Nach dem Ort Nazza nennt sich ein Adelsgeschlecht „von Natza“, es könnte Erbauer der Altenburg am (alten) Fahrweg nach Hallungen gewesen sein. Der Ortsteil Sättelstedt wird als Setinstete in einer Urkunde vom 30. Dezember (zwischen 1015 und 1918) genannt.
Durch die Lage Nazzas an einer Passstraße über den Hainich verdankte der Ort seine strategische Bedeutung, der besonders im Mittelalter mit der Errichtung von Burgen und  Landwehren Rechnung getragen wurde. Um 1385 begann man auf Veranlassung von Landgraf Balthasar von Thüringen mit dem Bau der Burg Haineck als Grenzbefestigung in Verlängerung zum Mühlhäuser Landgraben. 1513 erwarben die Herren von Hopffgarten den Ort, die Burg und das dort ansässige Gericht. Bis zum Anfang des 19. Jahrhunderts war Nazza der Sitz des Hopffgartenschen Gerichts. Nazza bildete, mit den Dörfern Frankenroda und Hallungen bis 1918 eine Exklave des Herzogtums Sachsen-Coburg und Gotha. Am 22. September 1907 besuchte der letzte regierende Herzog Carl Eduard von Sachsen-Coburg und Gotha zusammen mit seiner Frau Victoria Adelheid die Gemeinde.
Um 1860 folgten zahlreiche Nazzaer den Werbeangeboten zur Auswanderung in die Vereinigten Staaten. Im 19. Jahrhundert war Nazza zum Gewerbeort geworden. Zunächst dominierte das Weberhandwerk, es hatte sich bereits nach dem Dreißigjährigen Krieg im Ort entwickelt. In der Blütezeit um 1890 gab es 86 Weber, die überwiegend mit Barchenthandweberei ihren Lebensunterhalt verdienen konnten. Um 1884 bemühten sich die Textilkaufleute Busch aus Mühlhausen das branchenübliche Verlagssystem in Nazza einzuführen. Diese Entwicklung war mit Blick auf die Folgen des Schlesischen Weberaufstandes von 1844 für die Weber äußerst bedenklich, daher begründeten diese einen Selbsthilfeverein, der auch anfangs von der Gothaer Landesregierung finanziell unterstützt wurde. Das Grundsortiment der Nazzaer Weber bestand aus Scheuer- und Handtüchern, Wischtücher, Bett- und Leinenzeuge sowie einfachen Wollstoffen, der Warenumsatz des Thüringer Webervereins Nazza betrug im Jahr 1902 etwa 250.000 Mark. Gegenüber der industriellen Textilfertigung war der Selbsthilfeverein jedoch chancenlos, sodass die Nazzaer Weberei bis zum Ersten Weltkrieg einging. Im Jahr 1893 entstand am Schmiedsrein die erste Nazzaer Zigarrenfabrik, gegründet wurde sie von dem Mühlhäuser Tabakhändler Greim. Das Unternehmen beschäftigte bevorzugt Frauen und bestand als Zigarrenfabrik bis 1967. Danach wurde der Betrieb auf die Fertigung und Montage elektrischer Bauteile umgestellt und produzierte bis zur Wende für Eisenacher Industriebetriebe als Zulieferer.

## Politik

### Gemeinderat
Der Gemeinderat Nazza setzt sich aus acht Gemeinderatsmitgliedern zusammen.
- Bürger für Nazza: 8 Sitze

(Stand: Kommunalwahl am 26. Mai 2024)

### Bürgermeister
Der ehrenamtliche Bürgermeister Marcus Fischer wurde erstmals 2013 gewählt, 2018 und zuletzt am 1. September 2024 wurde er im Amt bestätigt.

### Wappen
| Wappen von Nazza | Blasonierung: „In Grün auf einem goldenen, mit einem blauen Wellenbalken belegten, aufgebogenen Schildfuß, eine schwarzgefugte silberne Mauer mit gewölbter schwarzer Toröffnung, daran hinten anschließend ein schwarzgefugter silberner Turm mit rotem Spitzdach und goldenem Knauf, im aufgesetzten oberen Kragen des Turms drei gewölbte schwarze Fensteröffnungen; vorn über der Mauer schwebend ein silbernes Schildchen mit zwei gekreuzten, schwarz gestielten dreizinkigen Gabeln mit goldenem Blatt.“ |
| Wappen von Nazza | |

### Flagge
Die Flagge ist gleichmäßig Weiß - Grün gestreift und mittig mit dem Gemeindewappen belegt.

### Dienstsiegel
Das Dienstsiegel zeigt das Gemeindewappen mit der Umschrift „THÜRINGEN • GEMEINDE NAZZA •“.

## Kultur und Sehenswürdigkeiten

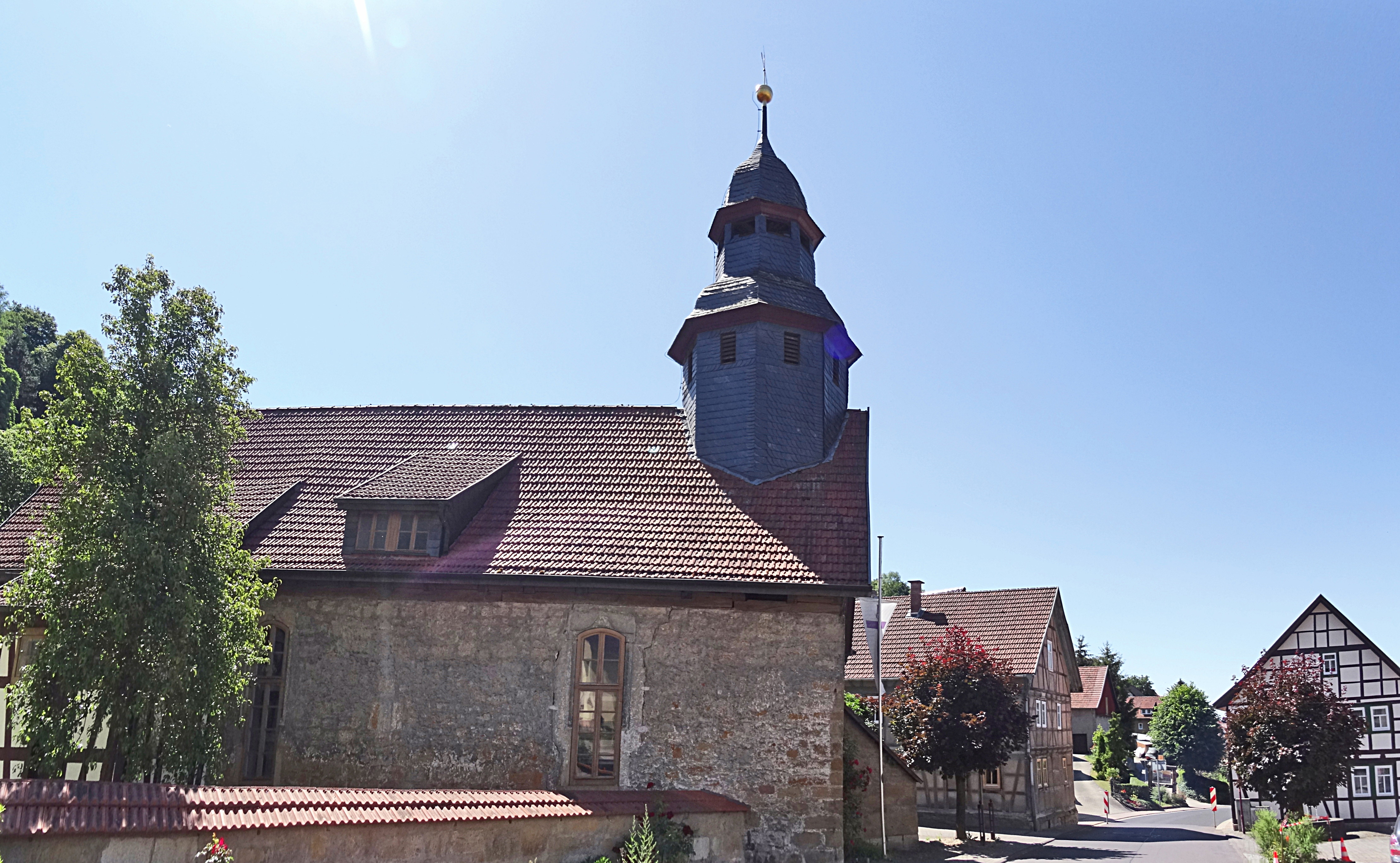
Christuskirche

Oberhalb des Ortes befindet sich die Burgruine Haineck. Von dort gelangt man durch schattige Buchenwälder auf den Hainch-Rennsteig, ein alter Grenz- und Fahrweg. Die Kleinsiedlung Wernershausen befindet sich etwa zwei Kilometer südöstlich von Nazza.
Sehenswert ist der Ortskern mit dem Schloss der Herren von Hopfgarten, der Christuskirche und zahlreichen alten Fachwerkhäusern.

### Museum
Das Heimatmuseum befindet sich in der Nähe der Nazzaer Kirche. Ein Schwerpunkt der Ausstellung bildet die Darstellung der bäuerlichen- und handwerklichen Lebenswelt in Nazza um die Jahrhundertwende.

### Naturdenkmale
Mehrere Bäume in der Gemarkung sind als Naturdenkmal ausgewiesen:
- Zwillingsbuche im Kleinen Linsenland
- Eiche unter dem Zellhäuschen
- Rotbuche am langen Burghain

### Regelmäßige Veranstaltungen
In Nazza wird die traditionelle Kirmes am letzten Oktoberwochenende begangen.

## Verkehr

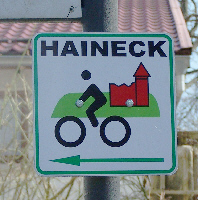
Haineck-Radweg

Durch Nazza führt die stark frequentierte Landesstraße 1016, die Eisenach mit Mühlhausen verbindet.

## Persönlichkeiten
An das Schicksal der als Hexe angeklagten und am 10. Mai 1681 im Nazzaer Lotzengrund auf dem Scheiterhaufen im Beisein ihrer minderjährigen Kinder verbrannten Barbara Hager erinnert ein von der Gemeinde aufgestellter Gedenkstein am Richtplatz.
Im Ort lebte die Malerin und Schriftstellerin  Thea de Haas (1885–1976), nach der seit 1992 ein Kindergarten in der Gemeinde benannt ist.

## Sonstiges
Das Dorf Nazza und die Burg Haineck sind literarischer Schauplatz der historischen Erzählung Hans Henning Harseim juvenis der Schriftstellerin Eleonore von Hopfgarten. Sie schildert darin eine tragische Liebesgeschichte aus der Zeit des Dreißigjährigen Krieges.